# Municipio Rayón (Chiapas)
Koordinaten: 17° 12′ 0″ N, 93° 0′ 0″ W
Rayón ist ein Municipio im mexikanischen Bundesstaat Chiapas. Das Municipio hat etwa 9.000 Einwohner und eine Fläche von 67,9 km². Verwaltungssitz und größter Ort des Municipios ist das gleichnamige Rayón.
Der Name Rayón ehrt Ignacio López Rayón, eine Person des mexikanischen Unabhängigkeitskriegs.

## Geographie
Das Municipio Rayón liegt im mittleren Norden des mexikanischen Bundesstaats Chiapas auf Höhen zwischen 900 m und 2100 m. Es zählt zur Gänze zur physiographischen Provinz der Sierra Madre de Chiapas und liegt vollständig in der hydrologischen Region Grijalva-Usumacinta. Die Geologie des Municipios wird zu 63 % von Kalkstein bestimmt bei 30 % Andesit-Brekzie und 7 % Sandstein-Lutit; vorherrschende Bodentypen sind Leptosol (51 %), Luvisol (26 %) und Phaeozem (4 %). Etwa 64 % der Gemeindefläche werden von Weideland eingenommen, 20 % dienen dem Ackerbau, 14 % sind bewaldet.
Das Municipio Rayón grenzt an die Gemeinden Tapilula, Rincón Chamula San Pedro, Jitotol und Pantepec.

## Bevölkerung
Beim Zensus 2010 wurden im Municipio 9002 Menschen in 1869 Wohneinheiten gezählt. Davon wurden 2496 Personen als Sprecher einer indigenen Sprache registriert, darunter 2165 Sprecher des Zoque. Gut 23 Prozent der Bevölkerung waren Analphabeten. 2807 Einwohner wurden als Erwerbspersonen registriert, wovon knapp 81 % Männer bzw. 5 % arbeitslos waren. Knapp 49 % der Bevölkerung lebten in extremer Armut.

## Orte
Das Municipio Rayón umfasst 33 bewohnte localidades, von denen nur der Hauptort vom INEGI als urban klassifiziert ist. Zwei Orte hatten zumindest 500 Einwohner, 24 Orte weniger als 100 Einwohner. Die größten Orte sind:
| Ort                 | Einwohner |
| Rayón               | 5895      |
| El Pinabeto         | 0673      |
| Manzanillo Pinabeto | 0342      |